# グレイテスト・ヒッツIII 〜フレディー・マーキュリーに捧ぐ〜
『グレイテスト・ヒッツIII 〜フレディー・マーキュリーに捧ぐ〜』（Greatest Hits III）は、1999年11月に発売されたクイーンのベスト・アルバム。グレイテスト・ヒッツ3部作の完結盤である。

## 概要
通常のヒット曲集的なグレイテスト・ヒッツとは異なり、内容はクイーンのヒット曲以外にもリミックス、メンバーのソロ曲、ブライアン・メイ、ロジャー・テイラー、ジョン・ディーコンをバックにエルトン・ジョンが歌った1曲目や、フレディ・マーキュリー追悼コンサートでジョージ・マイケルが歌った5曲目など、亡きフレディへの追悼盤といった趣が強いアルバムである。そのためベスト盤でありながら、必ずしも初心者向けと言うわけではなく、よりクイーンファン向けのアルバムであるともいえる。
このアルバムから、クイーンとほかのアーティストがコラボレートした作品には、アルバム上のアーティスト表記に「Queen+」が用いられており、内容にメンバー全員の存在が必ずしも伴わないことを端的に表している。
また、この作品のビデオ版「グレイテスト・ビデオ・ヒッツⅢ」もリリースされているが、現在までVHS・LDのみのリリースにとどまっており、DVD版がリリースされていない。

## リイシュー
2024年8月21日にSHM-CDかつ紙ジャケット仕様、ボックス・セット『クイーン・プラチナム・コレクション』の2011年リマスター盤に収録されているものと同内容で再発売された。

## 発売日
- イギリス‐1999年11月8日
- 日本‐1999年11月18日

## チャート
- イギリス 5位
- 日本 25位（オリコン）

## 収録曲
| #   | タイトル                                                                                | 作詞・作曲                                                 | アーティスト                                  | 時間 |
| --- | --------------------------------------------------------------------------------------- | ---------------------------------------------------------- | --------------------------------------------- | ---- |
| 1.  | 「ショウ・マスト・ゴー・オン」(The Show Must Go On)                                     | クイーン                                                   | クイーン+エルトン・ジョン                     | 4:35 |
| 2.  | 「アンダー・プレッシャー (Rah Mix)」(Under Pressure (Rah Mix))                          | クイーン+デヴィッド・ボウイ                                | クイーン+デヴィッド・ボウイ                   | 4:08 |
| 3.  | 「バルセロナ」(Barcelona)                                                               | フレディ・マーキュリー, マイク・モラン                     | フレディ・マーキュリー+モンセラート・カバリェ | 4:26 |
| 4.  | 「トゥー・マッチ・ラヴ・ウィル・キル・ユー」(Too Much Love Will Kill You)               | ブライアン・メイ, フランク・マスカー, エリザベス・ラマーズ | クイーン                                      | 4:19 |
| 5.  | 「愛にすべてを」(Somebody To Love)                                                      | フレディ・マーキュリー                                     | クイーン+ジョージ・マイケル                   | 5:07 |
| 6.  | 「ユー・ドント・フール・ミー」(You Don't Fool Me)                                       | フレディ・マーキュリー                                     | クイーン                                      | 5:23 |
| 7.  | 「ヘヴン・フォー・エヴリワン」(Heaven For Everyone)                                     | クイーン                                                   | クイーン                                      | 4:37 |
| 8.  | 「ラス・パラブラス・デ・アモール (愛の言葉)」(Las Palabras de Amor (The Words of Love)) | ブライアン・メイ                                           | クイーン                                      | 4:30 |
| 9.  | 「ドリヴィン・バイ・ユー」(Driven By You)                                               | ブライアン・メイ                                           | ブライアン・メイ                              | 4:09 |
| 10. | 「リヴィング・オン・マイ・オウン」(Living On My Own)                                    | フレディ・マーキュリー                                     | フレディ・マーキュリー                        | 3:38 |
| 11. | 「レット・ミー・リヴ」(Let Me Live)                                                     | クイーン                                                   | クイーン                                      | 4:45 |
| 12. | 「ザ・グレート・プリテンダー」(The Great Pretender)                                     | バック・ラム                                               | フレディ・マーキュリー                        | 3:26 |
| 13. | 「プリンシス・オブ・ザ・ユニヴァース」(Princes Of The Universe)                         | フレディ・マーキュリー                                     | クイーン                                      | 3:32 |
| 14. | 「地獄へ道づれ」(Another One Bites The Dust)                                            | ジョン・ディーコン                                         | クイーン+ワイクリフ・ジョン                   | 4:21 |
| 15. | 「ノー・ワン・バット・ユー」(No-One But You (Only the Good Die Young))                  | ブライアン・メイ                                           | クイーン                                      | 4:11 |
| 16. | 「輝ける日々」(These Are The Days Of Our Lives)                                         | クイーン                                                   | クイーン                                      | 4:22 |

| #         | タイトル                                                         | 作詞・作曲                           | アーティスト | 時間  |
| --------- | ---------------------------------------------------------------- | ------------------------------------ | ------------ | ----- |
| 17.       | 「サンク・ゴッド・イッツ・クリスマス」(Thank God It's Christmas) | ブライアン・メイ, ロジャー・テイラー | クイーン     | 4:20  |
| 合計時間: | 合計時間:                                                        | 合計時間:                            | 合計時間:    | 73:49 |

| #         | タイトル                                             | 作詞・作曲             | アーティスト | 時間  |
| --------- | ---------------------------------------------------- | ---------------------- | ------------ | ----- |
| 17.       | 「ボーン・トゥ・ラヴ・ユー」(I Was Born To Love You) | フレディ・マーキュリー | クイーン     | 4:51  |
| 合計時間: | 合計時間:                                            | 合計時間:              | 合計時間:    | 74:20 |